# 西平風香
西平 風香（にしひら ふうか、1992年1月11日 - ）は、日本の元女優。神奈川県出身。身長は160cm。血液型はO型。

## 略歴
プラチナムプロダクションの事務所にスカウトされて芸能界入り。当面は学業を優先し、2009年から本格的に芸能活動を開始。2010年3月、「ミスマガジン2010」ベスト16に選ばれる。
2017年12月17日時点で、自身の状況を「休業と言う名の引退」としている。
2019年1月18日、結婚を発表。

## 人物
特技は空手（初段）。仮面ライダーに憧れて小学1年生から始め、現在も続けている。目標はアクションもできる女優。父親が空手指導員でもある。スリーサイズはB75・W57・H82。姉がいる。

## 出演

### 映画
- 華鬼 「響×桃子編」（2009年12月5日、ジョリー・ロジャー） - 渡部浩子 役
- 『スーパー戦隊シリーズ』関連 - 仲村ミホ 役
  - 仮面ライダー×スーパー戦隊 スーパーヒーロー大戦（2012年4月21日、東映）
  - 特命戦隊ゴーバスターズ THE MOVIE 東京エネタワーを守れ!（2012年8月4日）
  - 特命戦隊ゴーバスターズVS海賊戦隊ゴーカイジャー THE MOVIE（2013年1月19日）
  - 仮面ライダー×スーパー戦隊×宇宙刑事 スーパーヒーロー大戦Z（2013年4月27日）
- ストロボ・エッジ（2015年3月14日、東宝）
- 白魔女学園 オワリトハジマリ（2015年6月13日、東映） - 立花美咲 役

### テレビドラマ
- 天装戦隊ゴセイジャー 第20話（2010年6月27日、テレビ朝日）
- Q10 第3話（2010年10月30日、日本テレビ） - 柴田京子 役
- 美咲ナンバーワン!!（2011年1月12日 - 3月16日、日本テレビ） - 牧野風香 役
- チーム・バチスタ3 アリアドネの弾丸 最終話（2011年9月20日、関西テレビ） - 佐藤美湖 役[6]
- 特命戦隊ゴーバスターズ（2012年2月26日 - 2013年2月10日、テレビ朝日） - 仲村ミホ 役
- 未来日記-ANOTHER:WORLD- 第2話（2012年4月28日、フジテレビ）
- 49 第2話 - 第7話（2013年10月13日 - 11月16日、日本テレビ）
- 死神くん 第3話（2014年5月2日、テレビ朝日）
- アルジャーノンに花束を 第1話・第4話（2015年4月10日・5月1日、TBS） - 凛 役
- 刑事7人 第2シリーズ 第1話（2016年7月13日、テレビ朝日） - 品田ゆり 役

### 舞台
- コントンクラブ〜image7〜（2013年5月29日 - 6月9日、銀座博品館劇場）
- ポチッとな。-Switching On Summer-（2013年7月4日 - 8日、俳優座劇場） - 長谷川絵梨 役
- 新・幕末純情伝（2015年1月7日 - 11日、新国立劇場　小劇場） - 沖田総司 役

### オリジナルビデオ
- 殺人動画サイト Death Tube 2（2010年9月3日、アルバトロス） - 主演・新堂希 役
- 2ちゃんねるの呪い Vol.2 「赤い部屋」（2011年3月25日、クロックワークス / ジョリー・ロジャー ） - 主演・大谷美歩 役
- 本当は聞きたくない! 山の怖い話 その2 「神社」（2011年7月6日、GUE） - チカ 役
- 帰ってきた特命戦隊ゴーバスターズ VS 動物戦隊ゴーバスターズ（2013年6月21日、東映） - 仲村ミホ 役

### ネットムービー
- ネット版 仮面ライダー×スーパー戦隊 スーパーヒーロー大変 〜犯人はダレだ?!〜（2012年、東映） - 仲村ミホ 役

### その他のテレビ番組
- ニッポン大女優伝説2（2011年6月30日、TBS） - 吉永小百合 役[7]
- タビノイロ。〜旅美人への手紙〜（2013年3月19日 - 4月16日、フジテレビ） - 旅美人
- ミュージックドラゴン（2013年8月2日、日本テレビ） - 朗読少女
- オモクリ監督 〜O-Creator's TV show〜（2015年2月8日 -、フジテレビ系列） - 劇団ひとり監督作品

### CM
- 日本マクドナルド 「Coke glassキャンペーン」（2010年5月 - ）
- 成田国際空港 「WORLD SKY GATE_NARITA」（2010年7月 - ）
- 東急電鉄 「あの街へ、東急線で。」（2010年8月 - ）
- ヒト・コミュニケーションズ（2010年9月 - ）
- ファンケル 「カロリミット」（2010年9月 - ）
- ディズニー・インタラクティブ・スタジオ 「もっと!スティッチ!DS リズムでラクガキ大作戦♪」（2010年11月 - ）
- 河合塾 「2010年度冬期・直前講習」（2010年12月 - ）
- 大阪ガス 「うちのエネルギーをハイブリッドへ。」（2011年6月 - ）
- 花王 「フレアフレグランス」（2013年4月 - ）
- エム・シーネットワークスジャパン 「銀座カラー」（2013年5月 - ）
- プレナス ほっともっと 「豚肉と野菜のスタミナ炒め弁当」（2013年7月 - ）
- at home（2014年1月 - ）
- QTNet 「BBIQ」（2014年4月 - ）

### ゲーム
- 特命戦隊ゴーバスターズ（2012年、ニンテンドーDS） - 仲村ミホ 役

### 広告
- ベルビー赤坂 「.bellevie Christmas」

### PV
- arisa 「キズナ」（2010年12月22日）[8]
- BUMP OF CHICKEN 「Good Luck」（2012年1月18日）[9]